# L'Affaire Gordji : Histoire d'une cohabitation
Pour plus de détails, voir Fiche technique et Distribution.
L'Affaire Gordji : Histoire d'une cohabitation est un téléfilm français réalisé par Guillaume Nicloux et diffusé pour la première fois le 4 juin 2012 sur Canal+.

## Synopsis
Ce téléfilm revient sur l'affaire impliquant Wahid Gordji, diplomate iranien en poste à Paris dans les années 1980. En 1987, pendant la première cohabitation - François Mitterrand est alors président et Jacques Chirac premier ministre - Gordji se réfugie dans l'ambassade d'Iran à Paris alors que la justice française souhaite l'entendre dans le cadre de l'enquête sur l'attentat de la rue de Rennes. Cette affaire provoque une rupture temporaire des relations diplomatiques entre la France et l'Iran, puis une vive polémique en France lorsque le gouvernement envisage de l'utiliser comme monnaie d'échange pour récupérer les otages français détenus au Liban.

## Fiche technique
- Réalisation : Guillaume Nicloux
- Scénario : Marc Syrigas avec la collaboration de Pierre Péan[1]
- Image : Yves Cape
- Montage :
- Musique : Éric Demarsan
- Production : David Kodsi et Frantz Richard
- Pays :  France
- Durée : 95 minutes
- Date de diffusion : 4 juin 2012 sur Canal+

## Distribution
- Thierry Lhermitte : Jacques Chirac
- Michel Duchaussoy : François Mitterrand
- Jacques Spiesser : Édouard Balladur
- Éric Elmosnino : Gilles Boulouque
- Lou Castel : Père Delair
- Salem Kali : Messaoud
- Abdelhafid Metalsi : Wahid Gordji
- Olivier Rabourdin : Jacques Dor
- Pascal Bongard : Albin Chalandon
- André Marcon : Charles Pasqua
- Pascal Bonitzer : Robert Pandraud
- Karim Leklou : Lofti Ben Kallah
- Éric Ruf : François Léotard
- Emmanuel Salinger : Jean-Louis Bianco
- Pierre Trividic : Jean-Bernard Raimond
- Abbes Zahmani : le commissaire
- Malik Zidi : Luc Delair
- Michel Houellebecq : Bernard Gérard (directeur de la DST)[2]
- Sarkaw Gorany : émissaire de l'ayatollah Montazeri

## Critique
Contrairement à d'autres fictions politiques telles que La Conquête, ce téléfilm ne cherche pas la ressemblance dans le physique ou les mimiques, entre les acteurs et les personnes réelles dont ils jouent le rôle.